# Morti nel 1754
| Questa pagina contiene informazioni ricavate automaticamente dalle voci biografiche con l'ausilio del template Bio e di un bot. L'aggiornamento è periodico e automatico e ricostruisce completamente la pagina. Se manca una persona in questa lista, sei pregato di non aggiungerla, ma accertati piuttosto che la sua voce biografica contenga il template Bio e che i dati anagrafici siano correttamente compilati. Se il template Bio manca, inseriscilo tu stesso o, in alternativa, metti l'avviso {{tmp\|Bio}} che ne segnala la mancanza. Se i dati riportati sono sbagliati, correggi direttamente la voce biografica; le modifiche saranno visibili in questa lista entro pochi giorni. Per chiarimenti vedi il progetto biografie. La lista contiene solo le 98 persone che sono citate nell'enciclopedia e per le quali è stato implementato correttamente il template Bio. Pagina aggiornata al 26 lug 2025. |

## Gennaio(10)
- 5 gennaio - Marie Isabelle de Rohan, nobile francese (n. 1699)
- 10 gennaio - Edward Cave, editore e tipografo inglese (n. 1691)
- 11 gennaio - Wu Jingzi, scrittore cinese (n. 1701)
- 16 gennaio - Vittorio Amedeo Seyssel marchese di Aix, generale italiano (n. 1679)
- 17 gennaio - Domenico Chelucci, matematico e presbitero italiano (n. 1681)
- 17 gennaio - Filippo Maria de Monti, cardinale italiano (n. 1675)
- 20 gennaio - Cristiano Augusto I di Schleswig-Holstein-Sonderburg-Augustenburg, militare danese (n. 1696)
- 24 gennaio - Giovanni Battista Barni, cardinale e arcivescovo cattolico italiano (n. 1676)
- 28 gennaio - Ludvig Holberg, scrittore, filosofo e drammaturgo norvegese (n. 1684)
- 29 gennaio - John Drummond, II conte di Melfort, nobile scozzese (n. 1682)

## Febbraio(3)
- 8 febbraio - Francesco Lanfreschi, arcivescovo cattolico italiano (n. 1691)
- 16 febbraio - Richard Mead, medico britannico (n. 1673)
- 27 febbraio - Tomás de Almeida, cardinale e patriarca cattolico portoghese (n. 1670)

## Marzo(9)
- 4 marzo - Leopoldo Filippo d'Arenberg, politico spagnolo (n. 1690)
- 6 marzo - Henry Pelham, politico inglese (n. 1694)
- 10 marzo - Marc de Beauvau, principe di Craon, nobile e politico francese (n. 1679)
- 14 marzo - Vincenzo Giustiniani, III principe di Bassano, nobile italiano (n. 1673)
- 14 marzo - Pierre-Claude Nivelle de La Chaussée, drammaturgo francese (n. 1692)
- 19 marzo - Germain Boffrand, architetto francese (n. 1667)
- 19 marzo - Giuseppe Maria Ruffo, arcivescovo cattolico italiano (n. 1696)
- 20 marzo - Giuseppe Livizzani Mulazzani, cardinale italiano (n. 1688)
- 23 marzo - Johann Jakob Wettstein, teologo, biblista e traduttore svizzero (n. 1693)

## Aprile(14)
- 5 aprile - Diamante Maria Scarabelli, soprano italiano (n. 1675)
- 6 aprile - Martin Bouquet, monaco cristiano, storico e filologo francese (n. 1685)
- 8 aprile - Rizzardo Carboni, scultore, intagliatore e ebanista italiano (n. 1684)
- 8 aprile - José de Carvajal y Lancaster, politico spagnolo (n. 1698)
- 9 aprile - Christian Wolff, filosofo e giurista tedesco (n. 1679)
- 14 aprile - Giuseppe Alfonso Miroglio, vescovo cattolico italiano (n. 1692)
- 15 aprile - Jacopo Riccati, matematico italiano (n. 1676)
- 16 aprile - Alessandro Del Nero, scrittore e drammaturgo italiano (n. 1689)
- 19 aprile - Ferdinando Antonio Lazzari, francescano e compositore italiano (n. 1678)
- 27 aprile - Karoline von Fuchs-Mollard, contessa austriaca (n. 1681)
- 27 aprile - Costantino Vigilante, vescovo cattolico italiano (n. 1685)
- 29 aprile - Giovanni Battista Piazzetta, pittore italiano (n. 1682)
- 29 aprile - Alessandro Tanara, cardinale italiano (n. 1681)
- 30 aprile - Maria Teresa Felicita d'Este, nobile italiana (n. 1726)

## Maggio(7)
- 3 maggio - Joachim Daniel von Jauch, militare e architetto tedesco (n. 1688)
- 5 maggio - Giovan Battista Caniana, architetto e scultore italiano (n. 1671)
- 11 maggio - Fortunato da Brescia, matematico e anatomista italiano (n. 1701)
- 13 maggio - Alessio Ignazio Marucchi, vescovo cattolico italiano (n. 1695)
- 16 maggio - Giovanni Carlo Maria Clari, compositore italiano (n. 1677)
- 24 maggio - Antonino Serafino Camarda, vescovo cattolico italiano (n. 1674)
- 28 maggio - Joseph Coulon de Villiers, militare francese (n. 1718)

## Giugno(7)
- 14 giugno - Nicolas Besnier, orafo e architetto francese (n. 1686)
- 15 giugno - Francesco Oradini, scultore e architetto italiano (n. 1698)
- 17 giugno - François Poisson, francese (n. 1684)
- 21 giugno - Giovanni Battista Martinelli, architetto austriaco (n. 1701)
- 22 giugno - Nicolas Siret, compositore, clavicembalista e organista francese (n. 1663)
- 23 giugno - Girolamo Palazzotto, architetto e presbitero italiano (n. 1688)
- 25 giugno - Pierre-Jacques Cazes, pittore, disegnatore e illustratore francese (n. 1676)

## Luglio(8)
- 1º luglio - Charles-François Toustain, storico, diplomatista e religioso francese (n. 1700)
- 2 luglio - Giuseppe di Marsciano, vescovo cattolico italiano (n. 1696)
- 4 luglio - Philippe Néricault Destouches, commediografo francese (n. 1680)
- 5 luglio - Charles-Nicolas Cochin il Vecchio, incisore francese (n. 1688)
- 9 luglio - Marino Bozzatini, vescovo cattolico italiano (n. 1690)
- 20 luglio - Ippolita Cantelmo Stuart, nobile e poetessa italiana (n. 1677)
- 21 luglio - Domenico Vandelli, scienziato, cartografo e matematico italiano (n. 1691)
- 23 luglio - Eustachio di Laviefuille (n. 1682)

## Agosto(4)
- 5 agosto - James Gibbs, architetto e teorico dell'architettura scozzese (n. 1682)
- 6 agosto - Martino Ignazio Caracciolo, arcivescovo cattolico, diplomatico e politico italiano (n. 1713)
- 6 agosto - Jacob Gabriel Wolff, giurista tedesco (n. 1684)
- 14 agosto - Maria Anna d'Asburgo, regina (n. 1683)

## Settembre(5)
- 2 settembre - Alexander Leslie, V conte di Leven, nobile scozzese (n. 1695)
- 2 settembre - Eustachio Palma, vescovo cattolico italiano (n. 1676)
- 3 settembre - Giovanni Biagio Amico, architetto, teologo e presbitero italiano (n. 1684)
- 18 settembre - Charles-Antoine Leclerc de La Bruère, drammaturgo e storico francese (n. 1714)
- 22 settembre - Rudolf Franz Erwein von Schönborn, nobile, diplomatico e politico tedesco (n. 1677)

## Ottobre(3)
- 6 ottobre - Adam Falckenhagen, compositore tedesco (n. 1697)
- 8 ottobre - Henry Fielding, scrittore, drammaturgo e giornalista inglese (n. 1707)
- 28 ottobre - Friedrich von Hagedorn, poeta tedesco (n. 1708)

## Novembre(3)
- 17 novembre - Aleksandr Grigor'evič Stroganov, politico e ufficiale russo (n. 1698)
- 25 novembre - Karl Philipp von Greiffenclau zu Vollrads, vescovo cattolico tedesco (n. 1690)
- 27 novembre - Abraham de Moivre, matematico francese (n. 1667)

## Dicembre(8)
- 5 dicembre - Enrico Nassau d'Auverquerque, I conte di Grantham, nobile (n. 1673)
- 8 dicembre - Charlotte Elizabeth Boyle, nobildonna inglese (n. 1731)
- 13 dicembre - Mahmud I, sultano ottomano (n. 1696)
- 15 dicembre - Félix Cary, storico e numismatico francese (n. 1699)
- 19 dicembre - Georg Anton Gumpp, architetto austriaco (n. 1682)
- 21 dicembre - Niccolò Liborio Verzoni, religioso italiano (n. 1684)
- 22 dicembre - Willem van Keppel, II conte di Albemarle, militare britannico (n. 1702)
- 25 dicembre - John Leveson-Gower, I conte Gower, nobile e politico inglese (n. 1694)

## Senza giorno specificato(17)
- Antonio Maria Azzalini, matematico e ingegnere italiano (n. 1687)
- Charles-Etienne Briseux, architetto francese (n. 1680)
- Pietro Bucelli, antiquario e letterato italiano (n. 1684)
- Camillo Camilli, liutaio italiano
- Chinchō Motonobu, pittore giapponese (n. 1676)
- Agostino Cornacchini, scultore e pittore italiano (n. 1686)
- Nicolai Eigtved, architetto danese (n. 1701)
- Lorenzo Gioeni, vescovo cattolico italiano (n. 1678)
- André Gonçalves, pittore portoghese (n. 1685)
- Robert Morris, architetto e scrittore britannico (n. 1703)
- Giuseppe Perracini, pittore italiano (n. 1672)
- Giovanni Martino Portogalli, stuccatore svizzero
- Federico II de' Rossi, condottiero italiano (n. 1660)
- Luciano Rossi, presbitero e poeta italiano (n. 1683)
- Venceslaus Spourni, violoncellista e compositore ceco
- Federico Valignani, letterato italiano (n. 1700)
- John Wood il Vecchio, architetto britannico (n. 1704)